# منطقه ابوکمال
منطقه ابوکمال (به کردی: bu kemal ، به عربی: منطقة البوکمال) یکی از  منطقه‌های کشور سوریه است که در استان دیرالزور واقع است.

## خصوصیات
مساحت این منطقه حدود ۶٬۸۰۷ کیلومترمربع است. جمعیت این منطقه در سرشماری سال ۲۰۰۴ میلادی ۲۶۵٬۱۴۲ نفر اعلام شد.